# 比上孝浩
比上 孝浩（ひかみ たかひろ、1986年2月22日 - ）は、日本の男性声優。エスエスピー所属。東京都出身。

## 経歴
小学3年生から野球を始め、中学時代は野球部に所属していた。
大学に進学したいと思っていたため、高校時代は進学コースに進学。その時にアニメ好きだった友人と知り合って、初め職業としての声優を知った。ある時、友人とテレビを見ていた時に「CMのナレーターは一回の仕事で百万単位でもらっている」という噂を聞き、声優を目指した。
アミューズメントメディア総合学院声優学科卒業。同総合学院在学中にはゲーム、ラジオCMに出演。その頃、テレビアニメ『蒼穹のファフナー』を観て「アニメーションをやりたい」と思っていた。映画『ジャッカル』で野沢那智が主演のブルース・ウィリスの吹き替えをしており、「この人と一緒にマイク前に立ちたい」と思った。
ケンユウオフィス、プロダクション・エース、サンミュージックプロダクション、WITH LINEを経て、2015年9月からエスエスピーに所属。

## 人物
趣味はスポーツ観戦、カラオケ、ボーリング。
特技は麻雀、競馬、見知らぬ土地の散策、ビリヤード、野球、バスケットボール。
資格は漢字検定2級、英語検定3級。
尊敬する声優は松井菜桜子、喜多川拓郎、黒田崇矢。
座右の銘は「自分に正直であれ」。

## 出演
太字はメインキャラクター。

### テレビアニメ
2011年
- 日常（桜井誠）

2012年
- 遊☆戯☆王ZEXAL II（アリト）

2013年
- ゴールデンタイム（二次元くん〈佐藤隆哉〉）
- とある科学の超電磁砲S（関村弘忠）

2014年
- ノブナガ・ザ・フール（管制官C）

2015年
- 探偵歌劇 ミルキィホームズ TD（店員）

2018年
- 奴隷区 The Animation（研究員）

2019年
- 魔王様、リトライ!（司祭）

2021年
- 100万の命の上に俺は立っている（ダン）

### 劇場アニメ
- アルヴ・レズル -機械仕掛けの妖精たち-（2013年）
- ジョバンニの島（2014年、島民）
- コードギアス 亡国のアキト 第3章「輝くもの天より堕つ」（2015年、アノウの部下A)
- 劇場版　遊☆戯☆王　THE DARK SIDE OF DIMENSIONS（2016年）

### OVA
- 日常の0話（2011年、桜井誠）
- 宇宙戦艦ヤマト2202 愛の戦士たち 第三章 純愛編（2017年、ノル[10]）※ODS作品
- 宇宙戦艦ヤマト2202 愛の戦士たち 第四章 天命編（2018年、ノル[10]）※ODS作品

### PVアニメ
- くろねこonLine（2011年、ウォリアー）

### ゲーム
2011年
- 日常（宇宙人）（桜井誠）

2013年
- ゴールデンタイム Vivid Memories（二次元くん）
- 遊☆戯☆王ゼアル 激突!デュエルカーニバル!（アリト）

2014年
- 戦場の円舞曲（ユアン）

2015年
- 栽培少年（サモエード）
- 絶対迷宮 秘密のおやゆび姫（トゥルース）

2017年
- 月が導く異世界道中online（カイト 精霊王グラデス）
- アルケミアストーリー（僧侶クリフ）

### ドラマCD
2012年
- ALCA～夜明けのクロト～（セト）

2014年
- 一週間フレンズ。あれからの友達。（男子生徒、お化け）
- ALCA-アルカ-創生のエコーズⅡ（青年）

2015年
- nekoCan PANIC かんぱに2（猫田弥吉）

2016年
- nekoCan PANIC かんぱに3（猫田弥吉）

2018年
- 霞み咲（志田柊平）
- エスエスピーリーディングシアター　日本昔ばなし　三人の太郎（ナレーション・浦島太郎・熊）

### デジタルコミック
- りぼんチャンネル まんが動画
  - ハニーレモンソーダ（2019年）
  - ふたりのポラリス（2019年）
  - バディゴ！（2019年、ハヤテ）
  - 稲神村のRICEさん（2019年、RICE）
  - 先輩の透明な感触（2020年、柳瀬先輩）
  - ハツコイと太陽（2020年、高橋美幸）
- 別冊マーガレット公式チャンネル ボイスコミック
  - 月のお気に召すまま（2019年、滝島月）
- ジャンプチャンネル ボイスコミック
  - 夜桜さんちの大作戦（2020年 - 2021年、夜桜凶一郎）
  - かいだんし（2021年、有馬家 長男）
  - 戦国の三日月（2021年、侍）
  - 口が裂けても君には（2021年、茶乃紅一）
  - わたしの親友（2021年、朋子の兄）
  - PPPPPP（2021年、音上楽音、医者）
  - SAKAMOTO DAYS（2022年、アパート）
- エースこみっくチャンネル ボイスコミック
  - 職場と自宅でギャップのあるパパ（2021年、パパ）

### オーディオドラマ
- みらい文庫ちゃんねる ボイスドラマ
  - 花とつぼみと、きみのこと。（2021年、九条蓮）
  - ことばけ！（2021年、大神洸）
  - 二条くんはわたしの執事（2021年、二条怜）
  - サムライ紅炎舞（2021年、アルト）
  - あやかし協定（2022年、相馬唯智）

### 吹き替え
2009年
- ムーンプリンセス 秘密の館とまぼろしの白馬（ロビン）
- 美男〈イケメン〉ですね（パク・ピョジュ）

2010年
- The wave（イェンス）

2011年
- ブレイクアウト（ジェイク）

2013年
- 不良〈ヤンキー〉ですね（ウラミ）

2014年
- オーファン・ブラック 暴走遺伝子（フェリックス）
- 私の恋愛のすべて（ソ補佐官）

2015年
- のだめカンタービレ～ネイルカンタービレ（マ・スミン）

2016年
- ノーザン・リミット・ライン 南北海戦（パク・ドンヒョク〈イ・ヒョヌ〉）
- ディアボリカル　(カール)
- ダーク・プレイス（ベン〈少年期〉）

2017年
- マザーズ・デイ（ジム）
- 師任堂（サイムダン）、色の日記（宜城君イ・ギョム〈青年時代〉、ハン・サンヒョン）
- デッド・フレンド・リクエスト（コービー）
- イタズラなKiss～Miss In Kiss～（ハオジュン）

2018年
- ニューヨーク、愛を探して（トニー）

2020年
- スーパーティーチャー 熱血格闘（クワン・カイチン〈ブルース・トン〉、クワン・カイイン〈クリス・トン〉）

### 舞台
- リーディングシアター vol.2　“Dreaming II”
- リーディングシアター vol.3　“Dreaming III”
- コミックス☆ GO_GO　六本木俳優座
- 朗読劇 しっぽのなかまたち 2

### ラジオ
- ラジオ関西「アニたまどっとコム」（ブリッジナビゲーター）
- HiBiKi Radio Station「ナビンと勇者のラジオの時間ですよ!」（パーソナリティ）[16]
- ニコニコ生放送花梨チャンネル　おやゆびラジオ（パーソナリティ）
- 霞み咲ラジオ　第2回（ゲスト）
- 霞み咲ラジオ　第8回（コメント）

### その他
- なぞときおそ松さん「～6つ子の脅威からの脱出～in JOYPOLIS」声の出演（スタッフ、参加者の青年）

## ディスコグラフィ

### キャラクターソング
| 発売日  | タイトル                            | 名義                                                             | 楽曲                             | タイアップ                                                  |
| 2014年  | 2014年                              | 2014年                                                           | 2014年                           | 2014年                                                      |
| ------- | ----------------------------------- | ---------------------------------------------------------------- | -------------------------------- | ----------------------------------------------------------- |
| 4月23日 | ゴールデンタイム BD・DVD第5巻特典CD | 多田万里（古川慎）、柳澤光央（石川界人）、二次元くん（比上孝浩） | 「いいんじゃない? -男3人 ver.-」 | ゲーム『ゴールデンタイム Vivid Memories』エンディングテーマ |
| 7月23日 | ゴールデンタイム BD・DVD第8巻特典CD | 多田万里（古川慎）、柳澤光央（石川界人）、二次元くん（比上孝浩） | 「コトノハ -男3人 ver.-」        | ゲーム『ゴールデンタイム Vivid Memories』エンディングテーマ |